# Antônio Maria Alves de Siqueira
Antônio Maria Alves de Siqueira (São Paulo, 14 de novembro de 1906 — Guarulhos, 20 de abril de 1993) foi um arcebispo católico brasileiro, coadjutor da São Paulo e arcebispo de Campinas.

## Biografia
Dom Antônio Maria Alves de Siqueira nasceu no subdistrito de Santa Cecília, na cidade de São Paulo, filho de Antônio Alves de Siqueira e de Luiza Alves de Siqueira. Em 1918 matriculou-se no Seminário Menor de Pirapora. Entre 1924 e 1930 cursou Filosofia e Teologia em São Paulo. Recebeu o sacerdócio das mãos de Dom Duarte Leopoldo e Silva, em 15 de agosto de 1930. Durante 17 anos lecionou no Seminário Central do Ipiranga, do qual foi diretor espiritual, vice-reitor e reitor. Foi Presidente da Comissão de Música Sacra e Diretor da liga das Senhoras Católicas de 1931 a 1947. Dom José Gaspar o nomeou membro do Cabido Metropolitano e confiou-lhe a parte musical e artística do Congresso Eucarístico de 1942.
Em 10 de maio de 1947, o Papa Pio XII o nomeou bispo titular de Arycanda e bispo auxiliar de São Paulo. O Arcebispo de São Paulo, Cardeal Carlos Carmelo de Vasconcelos Motta, conferiu -lhe a ordenação episcopal em 20 de julho do mesmo ano; os co-consagradores foram o Bispo de Campinas, Paulo de Tarso Campos, e o Bispo de Ribeirão Preto, Manuel da Silveira d'Elboux. Seu lema episcopal foi In fide et lenitate (Na Fé e na Mansidão).
No dia 19 de julho de 1957 foi designado Arcebispo titular de Calcís na Síria e Coadjutor de São Paulo. Participou das quatro sessões do Concílio Vaticano II. O Papa Paulo VI o nomeou em 27 de outubro de 1966 a Arcebispo Coadjutor com direto a sucessão a Arquidiocese de Campinas. Por ocasião de sua nomeação, Dom Antônio exercia o cargo de Vigário episcopal de Jundiaí, com a incumbência de preparar a cidade para sede de uma nova Diocese.
Com a renúncia de Dom Paulo de Tarso Campos, assumiu a Arquidiocese de Campinas em 19 de setembro de 1968, tornado-se o 4.º bispo de Campinas e 2.º arcebispo metropolitano.
Juntamente com Dom Gilberto Pereira Lopes, seu coadjutor a partir de 1976, e os demais Bispos da Província, Dom Antônio criou o Instituto Teológico Paulo VI, na Pontifícia Universidade Católica de Campinas, e o Seminário Provincial de Teologia para estudantes de toda a Província Eclesiástica.
No mês de agosto de 1978 confiou todo o trabalho pastoral e administrativo a Dom Gilberto, Arcebispo Coadjutor, reservando-se apenas uma presença mais assídua na Pontifícia Universidade Católica de Campinas e assistência aos presbíteros, conforme aprovação do Cardeal Sebastião Baggio, Prefeito da Congregação dos Bispos. Em novembro do mesmo ano, Dom Antônio deixou o Palácio Episcopal para morar em uma residência mais simples, com sua irmã e familiares. Neste período continuou sua missão sacerdotal pregando retiros espirituais.
Com a morte repentina de seu sobrinho, em 1980, Dom Antônio preferiu morar na Casa São Rafael, do Lar dos Velhinhos de Campinas. Sua renúncia foi aceita em 10 de fevereiro de 1982 pelo Papa João Paulo II, por limite de idade.
Em 1984, já com a doença de Alzheimer, passava mais tempo em Guarulhos, no Hospital Stella Maris, que ele próprio ajudou a fundar quando Auxiliar de São Paulo. Foi neste Hospital que Dom Antônio morreu no dia 20 de abril de 1993, aos 86 anos. Seu sepultamento se deu no dia 21 de abril de 1993, na cripta da Catedral Metropolitana de Campinas, após a Missa Exequial presidida por Dom Gilberto Pereira Lopes.

## Obras selecionadas
- Filosofia da educação ISBN 9786588257197
- Consagração a Nossa Senhora ISBN 9788572007016